# Zgodovina Italije
Zgodovina Italije se začenja z nastankom mesta Rima v osmem stoletju pr. n. št., medtem ko se zgodovina današnje države na tem ozemlju začenja z dogodki in razmerami, ki so privedli do nastanka republike leta 1946 iz Kraljevine Italije, kot končni rezultat procesov, ki so trajali več stoletij. Zgodovina ljudstev, ki so v prejšnjih dobah živela na ozemlju današnje Italije in ki so v večji ali manjši meri izoblikovala kulturno dediščino Italijanov, se praviloma imenuje italska zgodovina.

## Italska ljudstva
O plemenih, ki so prebivala na Apeninskem polotoku pred ustanovitvijo Rima, ni veliko podatkov. Z gotovostjo se da določiti poreklo le prebivalcem Velike Grčije (Magna Graecia), ki je zavzemala južni del polotoka in Sicilijo. Kot pove samo ime, so to ozemlje naselili Grki med osmim in sedmim stoletjem pr. n. št.
Etruščani so bili kulturno visoko razvit narod, ki je verjetno prišel iz Male Azije in se naselil na zahodnem delu osrednje Italije okoli leta 800 pr. n. št. Njihovo kraljestvo je segalo na sever vse do Padske nižine. V četrtem stoletju pr. n. št. so iz severa vdrli Kelti, medtem ko se je v današnji Kampaniji razvil narod Samnitov. V osrednjih predelih polotoka in na jadranski obali so živeli še Oski, Pikeni, Umbrijci in drugi narodi.
Na področju današnjega Lacija so bivali Latinci in Sabinci, ki so predhodniki starih Rimljanov. Na Siciliji so pred grško in kartažansko kolonizacijo živeli Sikuli na vzhodu, Sikani v centru in Elimi na zapadu.
Na severu današnje Italije so bili še iz železne dobe naseljeni Veneti, ki so bili sorodni italskim ljudstvom, medtem ko so na Sardiniji živeli Sardi.

## Rim
Legenda pravi, da sta ustanovila Rim brata Romul in Rem v osmem stoletju pr. n. št. Mesto so nato upravljali kralji, ki so kmalu razširili oblast na vedno širše predele polotoka. Po kraljevini nastala republika je zavzela vso današnjo Italijo in začasa punskih vojn v tretjem stoletju pr. n. št. tudi otoke.
V prvem stoletju se je republika spremenila v imperij. Rimski imperij je vladal nad vsem Sredozemljem in se širil po Evropi. Značilnost Rimske oblasti je bilo spoštovanje podjarmljenih kultur in istočasni doprinos svoje kulture, ki se je odražal predvsem v gradnji velikih infrastruktur.
V četrtem stoletju so začela vdirati v imperij barbarska plemena, predvsem Huni, Vizigoti in Ostrogoti. Da bi se jim zoperstavili, so Rimljani razdelili imperij na dva dela, Zahodno in Vzhodno cesarstvo, a zapadni je kmalu propadel, medtem ko je vzhodni ostal enoten še celo tisočletje.

## Srednji vek
V petem stoletju se je s padcem Rimskega imperija zaključilo obdobje politične enotnosti in povsod po polotoku so se pojavile večje in manjše državice v rokah princev in kraljev, ki so bili največkrat le orodja v rokah tujih osvajevalcev. Medsebojne vojne, notranja spletkarjenja in še vedno trajajoči barbarski vdori so deželo pustošili do skrajnosti. Edina sila, ki se je v tem razdejanju uveljavila, je bila Cerkev, ki se je uspešno zoperstavila bodisi Langobardom kot tudi takratnim političnim velesilam, to je Frankom in bizantinskemu cesarstvu. S potomci Frankov in drugih Germanov se je celo kmalu (v osmem stoletju) politično organizirala v Sveto rimsko cesarstvo nemške narodnosti. Vendar je v okviru cesarstva ostalo vedno živo močno antagonistično nasprotovanje med cerkvijo in germanskimi vladarji, kar je tudi postavilo osnove za srednjeveško politično ureditev Italije.
Na jug polotoka so v enajstem stoletju vdrli Normani, ki so se popolnoma udomačili na področju in se tudi pozitivno zapisali v spominu prebivalstva. Obdržali so oblast na ozemlju tudi po prihodu Špancev, kar je odločilno vplivalo na gospodarski razvoj in na kulturo juga. Fevdalna ureditev, ki je na severu propadla ob prehodu v novi vek, se je tu ohranila vse do dvajsetega stoletja.

## Doba renesanse
V začetku enajstega stoletja so začela rasti mesta na severni polovici današnje Italije. Razvila se je trgovina in obrtništvo, kar je privedlo do določene ekonomske blaginje in do razmaha kulture. Ta kulturni preporod, znan pod francosko besedo renesansa, je trajal vse do šestnajstega stoletja, a njegovi vplivi na poznejši razvoj italijanske in evropske kulture so še povsem vidni.
V tej dobi so morala mesta predvsem braniti svojo samostojnost, ki so jo na severu ogrožali germanski mogotci, na jugu pa Arabci. Mestne komune so se združevale v lige, a zaradi notranjih spletk, ki so ustvarjale nezaupanje med zavezniki, ta združenja niso nikoli mogla kljubovati silam, ki so jih ogrožale na polotoku samem, to je papežem in fevdalnim gospodom. Izjemi sta morda samo mesti Milano in Forlì: Milano, sicer del cesarstva, je občevalo z oblastmi na popolnoma enakopravni ravni in Forlì, del papeške države, je vedno smatralo, da je vez s papeško oblastjo zgolj formalna. Pozneje, v trinajstem stoletju, je borba med dvema velesilama zahtevala, da se plemstvo opredeli, kar je privedlo do nastanka dveh skupin, ki sta predhodnici današnjih političnih strank. To so na primer v Firencah bili gvelfi, pristaši papeža, in gibelini, pristaši imperija. Edina točka, v kateri sta si bili stranki enotni, je bila ustanova križarskih vojn, saj je združevala interese obeh strani in se ni dotikala vprašanja oblasti na italijanskih tleh.
Za to dobo je značilno, da so se mesta začela upravljati v glavnem na dva načina. Ponekod so se opredelila za razne vrste republikanske vlade, na primer Benetke, Genova in Firence (pred Medicejci). Drugod je bila oblast v rokah plemiških družin ali sinjorij. Te so bile potomci starih fevdalnih družin, ki so se razvile iz podjetnejših predstavnikov komun in se prilagodile modernim časom. Predvsem so bili to Visconti in Sforza v Milanu, Gonzaga v Mantovi, Este v Ferrari, Ordelaffi v Forliju in Savoia v Piemontu.

## Tuja nadoblast
V šestnajstem stoletju se je večina italijanskih državic morala predati tujim osvojevalcem, predvsem Špancem na jugu in Avstrijcem na severu. Glavna posledica za ljudstvo so bile visoke takse, ki jih je moralo plačevati novim gospodarjem. Te dajatve so bile tolikšne, da so praktično zatrle vsako samostojno gospodarsko dejavnost. Razen tega je v tej dobi Sredozemlje izgubilo značilnosti najvažnejšega mednarodnega tržišča, saj se je trgovina spremenila v čezoceansko poslovanje, za kar so bila potrebna oporišča na atlantski obali. Sredozemske luke so popolnoma izgubile svoj večtisočletni pomen. Ne nazadnje, protireformacija je zaustavila vsak kulturni razvoj in italijanska mesta so začela propadati. Po francoski revoluciji, ki je bila sprva vzbudila upanje v nekakšen socialni preporod, se je stanje še poslabšalo. Francozi so samo nadomestili prejšnje gospodarje in namesto pričakovanega sodelovanja z avtonomisti, so enostavno izročili drugim velesilam še zadnji dve samostojni italijanski državi. S Campoformijskim mirovnim sporazumom so bile Benetke (skupaj z Istro, Dalmacijo in Boko Kotorsko) dodeljene Avstrijcem, Ligurija pa je bila priznana kot samostojna republika in je kot taka trajala 91 dni, to je do dunajskega kongresa, ki jo je dodelil Sardinski kraljevini.

## Risorgimento
Italijanska beseda risorgimento pomeni ponovno vstajenje ali prebujenje. Zaznamuje dobo po Napoleonovih kampanjah, ko so se razočarana italijanska ljudstva začela upirati avstrijskim oblastem. Ljudstvo je sicer računalo na francosko podporo, ki je pa ostala le v besedah. Dejansko je glavno oporo nudila Sardinska kraljevina, ki je računala na priključitev zadevnih ozemelj. Glavno vlogo je pri tem igral Camillo Benso Cavour, predstavnik Kraljevine in pozneje prvi med italijanskimi državniki. 
Tako imenovana druga vojna za neodvisnost Italije, ki je z Odpravo tisočih na jug dovolila prihod Savojcev iz Piemonta, je združila večino Italije (razen Rima) v Kraljevino Italijo (1861), seveda pod grbom Savojcev. Nova država se je predstavila kot ustavna monarhija in je sprejela za ustavo Albertinski statut, to je ustavo bivše Sardinske Kraljevine.
Rim je bil priključen leta 1870, a formalni pristanek Cerkve na sožitje z državo je bil dosežen šele leta 1929 z Lateranskim paktom.

## Kraljevina
Kraljevina Italija se je od vsega začetka vpletla v kolonialne vojne v Libiji, Somaliji, Etiopiji in Eritreji, pozneje celo na Kitajskem (Upor Bokserjev).
V prvi svetovni vojni je Italija ostala sprva nevtralna, maja 1915 se je pa postavila na stran zaveznikov. S koncem vojne je pridobila nekatera ozemlja na severovzhodu dežele. Na ozemljih, kjer so živeli neitalijanski prebivalci, zlasti Slovenci in Hrvati, se je kmalu začela nasilna italijanizacija.
Zaradi povojnih težav je bilo ljudstvo močno nezadovoljno, kar je povzročilo nastanek fašizma v Italiji, ki je postopoma prevzel vso oblast. Savojska hiša je kraljevala le formalno, v praksi ni imela besede.
Leta 1940 se je Italija zavezala z Nemčijo proti Franciji in Angliji, naslednje leto je skupno z Japonsko napovedala vojno Ameriki in Rusiji. Leta 1943 so se zavezniki izkrcali na Siciliji in začeli prodirati proti severu. Italijansko ljudstvo se je po dveh letih zmede in notranjih spopadov otreslo fašizma in se priključilo zaveznikom v borbi proti Nemcem in Socialni Republiki, ki je še združevala preostale fašiste. Aprila 1945 se je s porazom nacifašistov vojna končala. Kraljevina, ki je sicer že dve desetletji obstajala le na papirju, se je morala umakniti republiki.

## Republika
Leta 1946 je ustavni referendum formalno zaključil Kraljevino Italijo in ustanovil Republiko Italijo. Nova ustava je začela veljati 1. januarja 1948.
Takoj naslednjega leta le država vstopila v NATO in leta 1955 je bila sprejeta v OZN. Istega leta 1955 je z drugimi petimi državami sklenila Evropsko Gospodarsko Skupnost, kar je bil prvi korak do Evropske Unije.
S pomočjo zaveznikov in ameriškega Programa za obnovo Evrope (European Recovery Program, ERP) si je Italija kmalu opomogla od vojnega razdejanja. Splošni ekonomski napredek se je takoj pokazal tudi z razvojem socialnega življenja. Pojavile so se nove ideje in med temi se je najbolj uveljavil komunizem, kar je še pospešilo naglo preobrazbo splošne kulture. V sedemdesetih letih so se tako pojavila ekstremistična politična gibanja bodisi med komunisti kot med neofašisti, kar je privedlo do terorizma. V prvih devetdesetih letih so se začeli procesi proti korupciji političnih osebnosti, od katerih večina še traja. Ta poseg izvršne oblasti v politiko je popolnoma uničil dotedanje ravnotežje sil v državi in zaključil obdobje »prve republike«, ki je trajalo od leta 1946. Z novonastalo »drugo republiko« so se pojavili na političnem pozorišču novi ljudje in novi načini upravljanja države, ki razumevajo politiko le kot ekonomski dejavnik.